# Тайносовершительные слова
Тайносоверши́тельные слова́ (тайносоверши́тельная моли́тва, тайносоверши́тельная фо́рмула) — центральный возглас епископа (или священника), после которого таинство формально уже считается действительным (свершившимся).
Тайносовершительные слова недопустимо путать с «тайноустанови́тельными» словами таинства евхаристии.

### В таинствекрещения
«Креща́ется раб Бо́жий (раба́ Бо́жия, имярек) во и́мя Отца́ (первое погружение), ами́нь, и Сы́на (второе погружение), ами́нь, и Свята́го Ду́ха (третье погружение), ами́нь.»— Справочник православного человека. Таинства Православной Церкви. Совершитель Таинства Крещения

### В таинствемиропомазания
На крестившегося священник наносит святым Миром знак креста на лоб, веки, ноздри, на уста и уши, на руки и верхние части стоп, и глаголя:

«Печать дара Духа Святаго. Аминь.»— Азбука веры. Чинопоследование Таинства Миропомазания

### В таинствеевхаристии
Священник, благословляя Святые Дары вместе, говорит тайносовершительную формулу Таинства:

«Преложи́в Ду́хом Твои́м Святы́м.» Диакон: «Ами́нь, ами́нь, ами́нь.»— Преложение Святых Даров

### В таинствепокаяния
«Господь и Бог наш, Иисус Христос, благода́тию и щедро́тами Своего́ человеколю́бия да прости́т ти, ча́до (имя), и аз недостойный иере́й Его властию мне да́нною проща́ю и разреша́ю тя от всех грехов твоих, во Имя Отца и Сына, и Святаго Духа. Аминь.»— Чинопоследование Таинства Покаяния

### В таинствесвященства(рукоположении)
«Боже́ственная благода́ть, всегда́ немощна́я врачу́ющи, и оскудева́ющая восполня́ющи, проручеству́ет (имярек), благогове́йнейшаго иподиакона, во диакона; помо́лимся у́бо о нем, да прии́дет на него́ благода́ть Всесвята́го Ду́ха.»— Порядок совершения дьяконской хиротонии

«Избранием и искусом боголюбезнейших архиереев и всего освященнаго собора, Божественная благодать, всегда немощная врачующи и оскудевающая восполняющи, проручествует тя, благоговейнейшаго архимандрита (имя) во епископа богоспасаемаго града (название)».— РУКОПОЛОЖЕНИЕ ВО ЕПИСКОПА
При рукоположении во пресвитера и во епископа, выделенные слова соответственно меняются.

### В таинствебрака
«Го́споди, Бо́же наш, сла́вою и че́стию венча́й я́».— Что означают слова «Господи Боже, честию и славою венчаем их»

### В таинствеелеосвящения(соборования)
При семикратном помазании болящего освящённым елеем 7 раз повторяется тайносовершительная молитва:

«О́тче Святы́й, Врачу́ душ и теле́с, посла́вый Единоро́днаго Твоего Сына, Господа нашего Иисуса Христа, всякий недуг исцеля́ющаго и от смерти избавля́ющаго, исцели́ и раба Твоего (рабу́ Твою, имярек) от обдержа́щия его (ея) теле́сныя и душе́вныя не́мощи и оживотвори́ его (ю) благодатию Христа Твоего, молитвами Пресвяты́я Влады́чицы на́шея Богоро́дицы и Присноде́вы Мари́и, предста́тельствы Честны́х Небе́сных Сил беспло́тных, силою Честна́го и Животворя́щаго Креста, честна́го славнаго пророка, Предте́чи и Крести́теля Иоанна, святых славных и всехвальных апостолов, святых славных и добропобе́дных мучеников, преподобных и богоносных оте́ц наших, святых и цели́телей бессре́бреников Космы́ и Дамиа́на, Ки́ра и Иоанна, Пантелеи́мона и Ермола́я, Сампсо́на и Диоми́да, Фо́тия и Аники́ты, святых и праведных Богооте́ц Иоаки́ма и Анны и всех святых.
Яко Ты еси Источник исцелений, Боже наш, и Тебе славу возсыла́ем со Единородным Твоим Сыном, и Единосу́щным Твоим Духом, ны́не и при́сно и во веки веков. Аминь.»— Чинопоследование Таинства Елеосвящения